# STS-120
STS-120 — космический полёт MTKK «Дискавери» по программе «Спейс Шаттл», для продолжения строительства Международной космической станции. Это 23-й полёт по программе МКС.

## Экипаж
- Памела Мелрой (Pamela Melroy) (3-й космический полёт), командир экипажа
- Джордж Замка (George Zamka) (1), пилот
- Скотт Паразински (Scott Parazynski) (5), специалист по программе полёта
- Даглас Уилок (Douglas Wheelock) (1), специалист по программе полёта
- Стефани Уилсон (Stephanie Wilson) (2), специалист по программе полёта
- Паоло Несполи (Paolo Nespoli) (1) (Италия), специалист по программе полёта, астронавт Европейского космического агентства.
- Дэниел Тани (2) — бортинженер 16-й экспедиции МКС (при старте)
- Клейтон Андерсон (1) — бортинженер 16-й экспедиции МКС (при посадке)

Памела Мелрой — вторая женщина-командир экипажа шаттла. Первой была Айлин Коллинз.
В экипаже «Дискавери» — три новичка космических полётов: Джордж Замка, Даглас Уилок и Паоло Несполи.
Паоло Несполи включён в состав экипажа в соответствии с соглашением между НАСА и космическим агентством Италии, по которому в Италии были изготовлены три многофункциональных транспортных модуля: «Леонардо», «Раффаэлло» и «Донателло».

## Параметры полёта
- Вес:
  - Вес при старте: ?? кг
  - Вес при приземлении: ?? кг
- Перигей: ?? км
- Апогей: ?? км
- наклонение: 51,6°
- Период обращения: 91,6 мин

## Цель
Доставка и монтаж изготовленного в Италии соединительного модуля «Гармония». Модуль «Гармония», также как и модули «Юнити» и «Node 3», является соединительным узлом между исследовательскими, жилыми, шлюзовыми и функциональными модулями МКС. Модуль «Гармония» служит связующим звеном между американской лабораторией «Дестини», европейским исследовательским модулем «Колумбус» и японским исследовательским модулем «Кибо». «Колумбус» доставлен на орбиту в феврале 2008 года на шаттле «Атлантис» STS-122, «Кибо» планируется доставить в марте 2008 года на шаттле «Индевор» STS-123. На модуле «Гармония» будет установлен стыковочный модуль для американских шаттлов и стыковочный модуль для японских грузовых кораблей HTV. К модулю «Гармония» будут также пристыковываться многофункциональные грузовые модули.

## Подготовка к полёту
Впервые миссия STS-120 была запланирована на 2004 год. Экипаж был назван 12 декабря 2002 года: Джеймс Холселл (James Halsell) — командир, Алан Пойндекстер (Alan Poindexter) — пилот, Уэнди Лоуренс (Wendy Lawrence), Пирс Селлерс (Piers Sellers), Стефани Уилсон (Stephanie Wilson) и Майкл Форман (Michael Foreman). После катастрофы «Колумбии» планы всех полётов и состав экипажей были изменены. Окончательный состав экипажа для миссии STS-120 был назван 19 июня 2006 года.
16 апреля 2007 года, из-за задержки старта миссии «Атлантис» STS-117, руководство НАСА приняло решение о некоторых перестановках в очерёдности полётов шаттлов. Планировавшийся ранее для миссии STS-120 шаттл «Атлантис» заменён на шаттл «Дискавери».